# Alpine A390
L'Alpine A390 è un Crossover SUV elettrico della casa automobilistica francese Alpine, presentato a fine maggio 2025.
Questa vettura è la prima Crossover SUV del marchio (di proprietà di Renault).
Presentato per la prima volta in forma di concept car chiamata Alpine A390_β al Salone dell'automobile di Parigi del 2024, il modello per la produzione in serie è stato presentato il 27 maggio 2025. È il secondo di sette modelli completamente elettrici denominati "Dream Garage" che Alpine intende lanciare entro il 2030.
La vettura (codice interno DZ110) viene prodotta nello stabilimento del marchio, il Manufacture Alpine Dieppe Jean Rédélé.

## Descrizione
L'A390 è lungo 4,62 m e ha un passo di 2,42 m. Utilizza la piattaforma AmpR, una piattaforma tecnica modulare dell'Alleanza Renault-Nissan-Mitsubishi, utilizzata anche dalla Renault Scenic E-Tech e dalla Nissan Ariya, dalla quale riprende anche il motore più potente. 
Al lancio ci sono due motorizzazioni denominate GT e GTS entrambe con trazione integrale: le loro potenze sono rispettivamente di 294 (400 CV) e 346 kW (470 CV). Entrambi hanno un motore elettrico sull'asse anteriore e due motori elettrici sull'asse posteriore, formando così una atipica propulsione trimotore. Insieme generano una coppia di 808 Nm, con i motori posteriori controllati separatamente e quindi in grado di erogare in maniera indipendente l'uno dall'altro la potenza (sistema chiamato "Active Torque Vectoring"). L'energia elettrica tiene fornita da una batteria al nichel-manganese-cobalto (NMC) con una capacità di 89 kWh collocato tra il pianale e il pavimento della vettura. A scattare da 0 a 100 km/h impiega rispettivamente 4,8 e 3,9 secondi. La velocità massima dell'A390 GT è autolimitata a 200 km/h, mentre quella del più potente A390 GTS è di 220 km/h. Per la carrozzeria e i supporti del motore viene utilizzato una culla e dei sotto telai in alluminio. La massa del veicolo è distribuita quasi equamente tra gli assi: il 49 percento sull'asse anteriore e il 51 percento su quello posteriore. La batteria può essere caricata con corrente continua fino a 190 kW. La vettura è dotata di ricarica bidirezionale "vehicle-to-grid" (V2G).
Gli interni sono rifiniti in pelle blu e dispongono di due schermi da 12 pollici e di comandi sia con tasti fisici che touchscreen.